# حفلة

لوحة "هيب هيب هوراي" للرسام بيدير كروير (1888)، وتصوّر حفلة فنانين في الدنمارك في القرن التاسع عشر

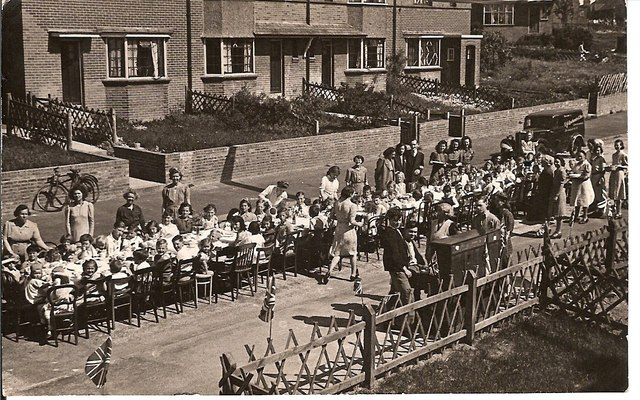
حفلة في شارع في طريق سيلبورن، مارجيت، في سبتمبر 1945 احتفالاً بالنصر في الحرب العالمية الثانية

الحفلة أو الاحتفال هو تجمع لعدة من الأشخاص بهدف إحياء ذكرى اجتماعية أو ثقافية أو دينية أو فصلية وهي تعبر عن أواصر العلاقة الموجودة بين الأفراد المجتمعين.

## أنواع الاحتفالات

### احتفال عيد الميلاد
عيد الميلاد هو احتفال يجري بمناسبة ذكرى ولادة أحد الأشخاص. في عصرنا الحالي تقام احتفالات عيد الميلاد في العديد من الثقافات حول العالم.
غالباً تكون أعياد الميلاد للصغار مميزة أكثر من الكبار حيث تتميز بوجود كعكة عيد الميلاد التي غالباً ما يوضع عليها عدد من الشموع تساوي عمر الطفل الذي يحتفل بعيد ميلاده.

### حفلة وداع
تقام حفلة الوداع في العديد من الثقافات من أجل توديع شخص سيسافر إلى مكان بعيد لفترة طويلة أو سيغير مكان سكنه أو عمله.

### حفلة عشاء
حفلة العشاء هي نوع من الحفلات الرسمية التي يجتمع فيها الناس لتناول العشاء بينما يتبادلون الأحاديث المختلفة. في معظم الأحيان تكون حفلات العشاء في بيت الشخص صاحب الدعوة.

### حفلة زواج
حفلة الزواج هي حفلة تعقد بمناسبة زواج شخصين، وتختلف عادات حفلات الزواج بشكل كبير بين الثقافات المختلفة.

### حفلة الدخول إلى البيت الجديد
هي الحفلة التي تقام عند الانتقال إلى بيت جديد حيث يجمع الشخص أصدقاءه ويأكلون ويشربون. وتُسمّى في فرنسا الكريمياير.

### حفلة تنكرية
الحفلة التنكرية هي نوع من الحفلات التي يرتدي فيها الحاضرين أزياء تنكرية. تشتهر الحفلات التنكرية على وجه الخصوص بالترافق مع عيد جميع القديسين.

## معرض صور

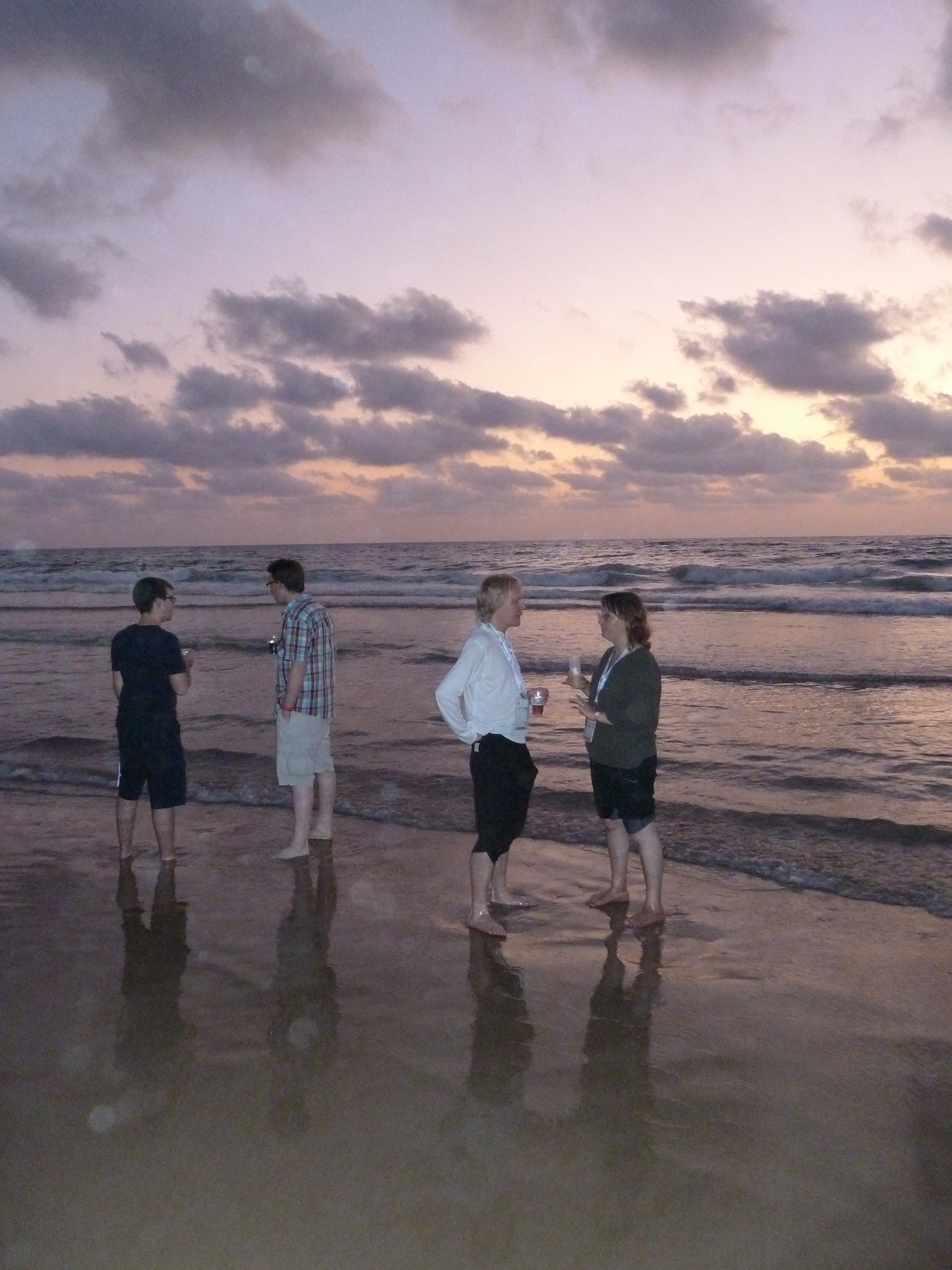
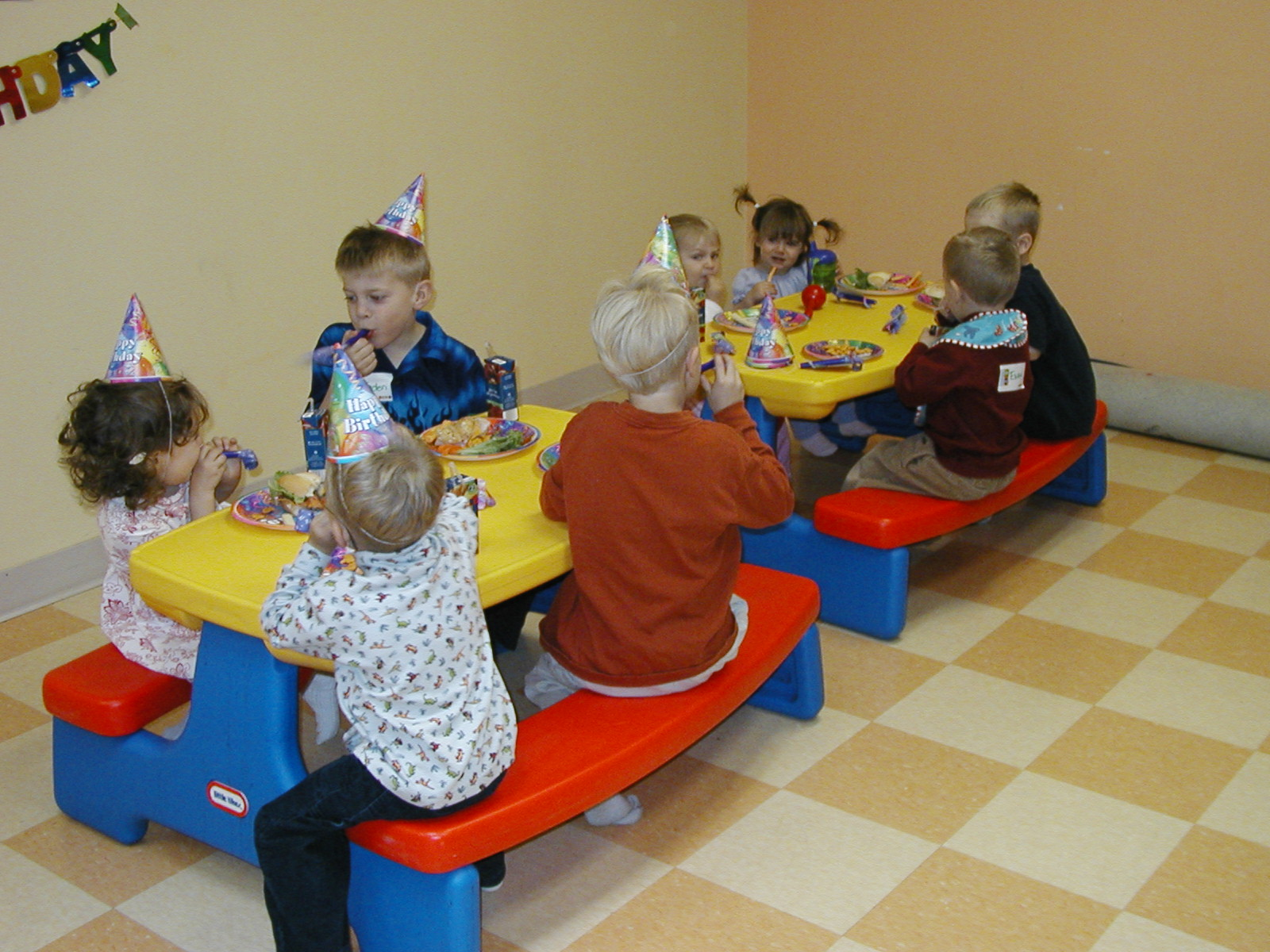